# Gudum Sogn (Lemvig Kommune)
 For alternative betydninger, se Gudum Sogn. (Se også artikler, som begynder med Gudum Sogn)
Gudum Sogn er et sogn i Lemvig Provsti (Viborg Stift).
I 1800-tallet var Fabjerg Sogn anneks til Gudum Sogn. Begge sogne hørte til Skodborg Herred i Ringkøbing Amt. Trods annekteringen var de to sogne hver sin sognekommune. Ved kommunalreformen i 1970 blev både Gudum og Fabjerg indlemmet i Lemvig Kommune.
I Gudum Sogn ligger Gudum Kirke.
I sognet findes følgende autoriserede stednavne:
- Anglandshøj (areal)
- Anglandsmose (areal)
- Bjerrum (bebyggelse, ejerlav)
- Borghuse (bebyggelse)
- Fiskbæk (bebyggelse)
- Fruerhule (areal)
- Gudum (bebyggelse)
- Gudumbro (bebyggelse)
- Gudumlund (bebyggelse)
- Klosterhede Plantage (areal)
- Krogsgård (bebyggelse, ejerlav)
- Krøjkær (bebyggelse)
- Lind (bebyggelse)
- Nørre Hestbæk (bebyggelse)
- Paris (bebyggelse)
- Remmer Strand (bebyggelse)
- Rishøj (areal)
- Råbjerg (areal)
- Sivekær (areal)
- Skodborg (bebyggelse)
- Surkær (bebyggelse, ejerlav)
- Sønder Hestbæk (bebyggelse)
- Tang (bebyggelse)
- Trabjerg (bebyggelse, ejerlav)
- Trabjerg Gårde (bebyggelse, ejerlav)
- Trælborg Dal (areal)
- Vium (bebyggelse)
- Ørevejle (bebyggelse)
- Øster Hestbæk (bebyggelse)